# Isatis canaliculata
Isatis canaliculata är en korsblommig växtart som först beskrevs av I.T. Vassilczenko, och fick sitt nu gällande namn av Vera Viktorovna Botschantzeva. Isatis canaliculata ingår i släktet vejdar, och familjen korsblommiga växter. Inga underarter finns listade i Catalogue of Life.